# The Mud Day
The Mud Day est une course à obstacles de 13 kilomètres et composée de 22 obstacles créée en 2013,. Elle se déroule dans plusieurs villes européennes et est organisée par Amaury Sport Organisation.

## Concept
The Mud Day est une course à obstacles dans la boue de la catégorie des « courses funs » inspirée par la Tough Guy Competition qui se déroule au Royaume-Uni. L'organisateur ASO conçoit des parcours adaptés aux lieux de la course, l'encadrement est assuré par 120 personnels de l'organisateur, près de 400 bénévoles et du personnel médical. Le parcours de la course s'étend sur 13 kilomètres et possède 22 obstacles (traversée de barbelés électrifiés, tunnels boueux, dunes de terre...). Les participants peuvent s'engager par équipe de 4 ou seuls, selon Édouard Cassignol, le directeur des épreuves grand public d'ASO 85 % des participants sont inscrits en équipe de 4. Selon l'organisateur 30 % des participants sont des femmes. À partir de 2017, un second parcours de 7 kilomètres avec 11 obstacles est mis en place sur chaque édition en parallèle du parcours de 13 kilomètres.

## Évolution
Lors sa création en 2013, 13 000 participants avaient pris le départ à Paris de la seule course de l'année. En 2014, 57 000 participants se sont répartis sur les 6 courses organisées en France. En 2015, 80 000 personnes sont attendues sur les 9 courses prévues en France et la première course hors France se tient en Espagne à Madrid le 23 mai 2015. En 2016, 83 500 personnes ont participé à la course sur au moins l'une des 8 éditions qui ont lieu en France ou l'une des 2 éditions en Europe.
En 2020 en conséquence de l'épidémie du Covid, la course a été annulée. A ce jour il n'y a pas d'informations disponibles en ligne sur le site de l'organisateur concernant une éventuelle date de reprise de l'évènement.
Après une interruption prolongée due à l'épidémie de Covid-19 et l'absence de dates annoncées pour plusieurs années, le Mud Day revient en France. Une édition unique intitulée "Mud Day Provence" est prévue à Peyrolles-en-Provence le 3 mai 2025. Cet événement marque le retour de la célèbre course d'obstacles organisée par ASO.[réf. nécessaire]